# Парламент Великобритании
Парла́мент Великобрита́нии, полное название — Парламент Соединённого Королевства Великобритании и Северной Ирландии (англ. Parliament of the United Kingdom of Great Britain and Northern Ireland) — высший законодательный орган в Соединённом Королевстве и на Королевских заморских территориях.
В соответствии с британским конституционным принципом «Корона-в-парламенте» (англ. Crown-in-Parliament), британский монарх является составной частью Парламента. Парламент имеет двухпалатную структуру и включает в себя верхнюю палату, называемую Палатой лордов, и нижнюю палату, называемую Палатой общин. Члены Палаты лордов не избираются и состоят из: лордов духовных (высшее духовенство англиканской церкви), лордов светских (пэры) и лордов по апелляциям (англ. List of Lords of Appeal), многие из которых получили свою власть по наследству. Палата общин, напротив, демократически избираемая палата, состоящая из 650 членов, избираемых по мажоритарным округам. Палата лордов и палата общин собираются в разных помещениях Вестминстерского дворца в Лондоне. По обычаю, все министры, включая премьер-министра, выбираются исключительно из состава парламента.
Структура современного Парламента Великобритании изменялась в течение многих веков, начиная с древнего королевского совета королей Англии. Согласно конституционному обычаю, суверенная законодательная власть исходит не от парламента как такового, а от «короля-в-парламенте» (англ. King-in-Parliament), который подписывает законы. В настоящее время неизбираемая палата лордов сильно ограничена во власти и не может воспрепятствовать какому-либо законопроекту, если большинство палаты общин поддержало его в нескольких чтениях.
Британский парламент часто в народе называют «матерью всех парламентов», так как законодательные органы многих стран, а особенно стран-членов Британского Содружества созданы по его образцу. Тем не менее британский парламент отнюдь не является самым старым в мире, уступая, по крайней мере, парламенту Исландии.

## История
В Средние века на Британских островах существовало три королевства: Англия, Шотландия и Ирландия, каждое со своим собственным парламентом. Согласно Акту об Унии 1707 года, Англия и Шотландия были объединены под управлением Парламента Великобритании, а Акт об Унии 1800 года включил представителей Ирландии в парламент Соединённого Королевства.

### Парламент Англии

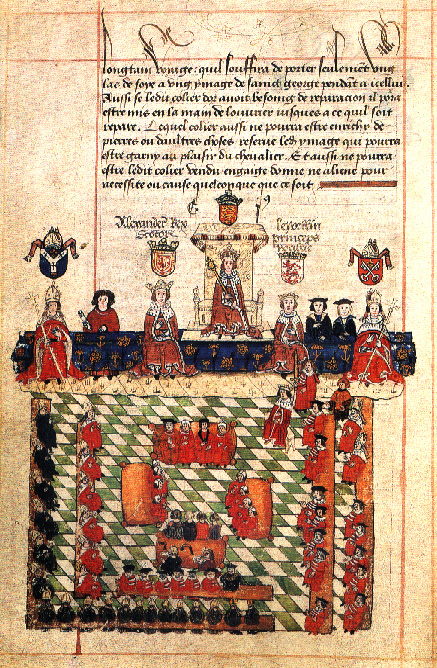
Парламент, собравшийся перед королём. Миниатюра рубежа XII—XIII вв.

Парламент Англии прослеживает своё происхождение от англосаксонского витенагемота. При Вильгельме Завоевателе, правившем Англией с 1066 года, существовал совет крупных землевладельцев и иерархов церкви. В 1215 году крупные землевладельцы добились от Иоанна Безземельного подписания Великой хартии вольностей, согласно которой король не мог назначать новых налогов (кроме некоторых старых феодальных налогов) без согласия королевского совета (англ. royal court), который постепенно эволюционировал в парламент. В 1265 году Симон де Монфор, 6-й граф Лестер, собрал первый выборный парламент. Имущественный ценз на парламентских выборах в графствах был одинаковым по всей стране: голосовать могли те, кто владел участком, приносившим ежегодную ренту в 40 шиллингов. В городах имущественный ценз различался, разные города имели разные правила. Это подготовило место для так называемого «Образцового парламента» 1295 года, принятого Эдуардом I. К правлению Эдуарда III Парламент был разделён на две палаты: одну, где заседала высшая аристократия и высшее духовенство, и другую, где заседали рыцари и горожане. Ни один закон не мог быть принят без согласия обеих палат и суверена.
Когда после Елизаветы I власть в стране в 1603 году наследовал король Шотландии Яков VI, который также стал Яковом I Английским, обе страны находились под его личным управлением, но каждая сохранила свой парламент. У наследника Якова I, Карла I возник конфликт с парламентом, который после войн трёх королевств перерос в Английскую гражданскую войну. Карл был казнён в 1649 году, и при правлении Оливера Кромвеля палата лордов была отменена, а палата общин подчинена Кромвелю. После смерти Кромвеля была восстановлена монархия и палата лордов.
В 1688 году во время Славной революции был свергнут король Яков II и установлено совместное правление Марии II и Вильгельма III. Их согласие с английским Биллем о правах означало создание элементов конституционной монархии.

### Парламент Шотландии

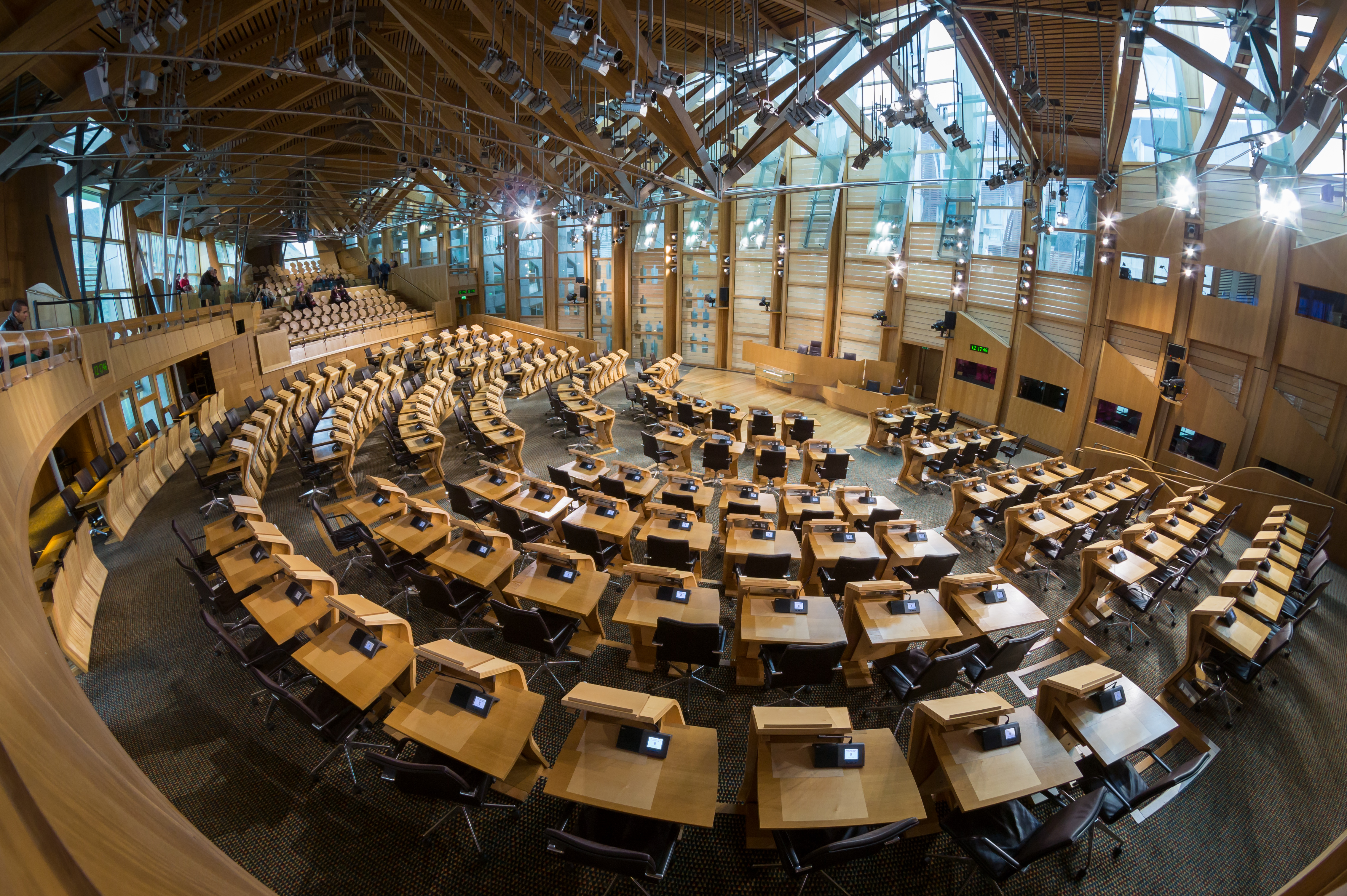
Зал заседаний шотландского парламента

Со времён Кеннета I в Шотландии все должности заполнялись согласно феодальной системе танов, которая сочетала элементы наследования и выборности. После того как в 1057 году Макбет I свергнут Малькольмом III, в Шотландии под влиянием норманнского завоевания была введена феодальная система первородства.
В Средние века Королевский Совет епископов и графов постепенно эволюционировал в парламент, сначала став «коллоквиумом» 1235 года, который уже имел политическое и юридическое значение. С 1326 года однопалатное собрание трёх сословий, в котором заседали священники, землевладельцы и представители городов, обладало властью в сфере налогообложения и серьёзным влиянием на законодательство, судебную систему, внешнюю политику и военные дела. Три сословия избирали Комитет статей, разрабатывающий законы, которые затем представлялись палате на утверждение.
После Реформации в 1567 году католическое духовенство было исключено из парламента под давлением церкви Шотландии, а после упразднения в 1638 году епископата парламент стал полностью светским собранием. Во время правления Якова VI и Карла I парламент попал под сильное влияние короны, его созывы стали эпизодическими, королевская власть, манипулируя системой выборов и порядком заседаний, пыталась превратить палату в послушный инструмент абсолютистской политики короля. Но восстание в Шотландии в 1637 году и победа шотландцев над королевскими войсками в Епископских войнах 1639—1640 годов позволили парламенту сконцентрировать в своих руках всю полноту власти в Шотландии. После того как в страну вторглись войска Оливера Кромвеля, его республиканское правительство в 1657 году установило непродолжительную англо-шотландскую парламентскую унию.
Шотландский парламент был восстановлен после возвращения Карла II на трон в 1660 году. Славная революция 1688 года ликвидировала систему королевского патронажа над парламентом и обеспечила свободу выборов и обсуждения законопроектов. В 1707 году, вследствие договора об Унии, парламенты Шотландии и Англии приняли Акт об унии, в соответствии с которым оба британских государства объединялись в королевство Великобританию, создавая единый парламент. В результате парламент Шотландии перестал заседать, а парламент Англии стал базой нового парламента соединённого королевства. Существующие шотландские пэры получили шестнадцать мест в Палате лордов; новые пэры стали получать британские титулы.
После всенародного референдума 1997 года, уже в 1998 году в рамках децентрализации системы управления страной лейбористское правительство Тони Блэра решило восстановить парламент Шотландии. Таким образом, в 1999 году шотландскому парламенту были делегированы определённые полномочия в сфере местного самоуправления, образования, здравоохранения, охраны окружающей среды, сельского хозяйства и транспорта. В 2016 году были дополнительно делегированы вопросы налогообложения в сфере подоходного налога и иных местных налогов и сборов, социального обеспечения, выборов в национальный парламент, управления транспортной полицией и землями короны.

### Парламент Уэльса
Ассамблея Уэльса насчитывает 60 членов, избираемых путём прямого голосования каждые четыре года. Она выполняет функции, ранее исполнявшиеся Министерством по делам Уэльса, и имеет право вносить поправки в законопроекты, принятые британским Парламентом, которые непосредственно касаются этого региона.

### Парламент Ирландии

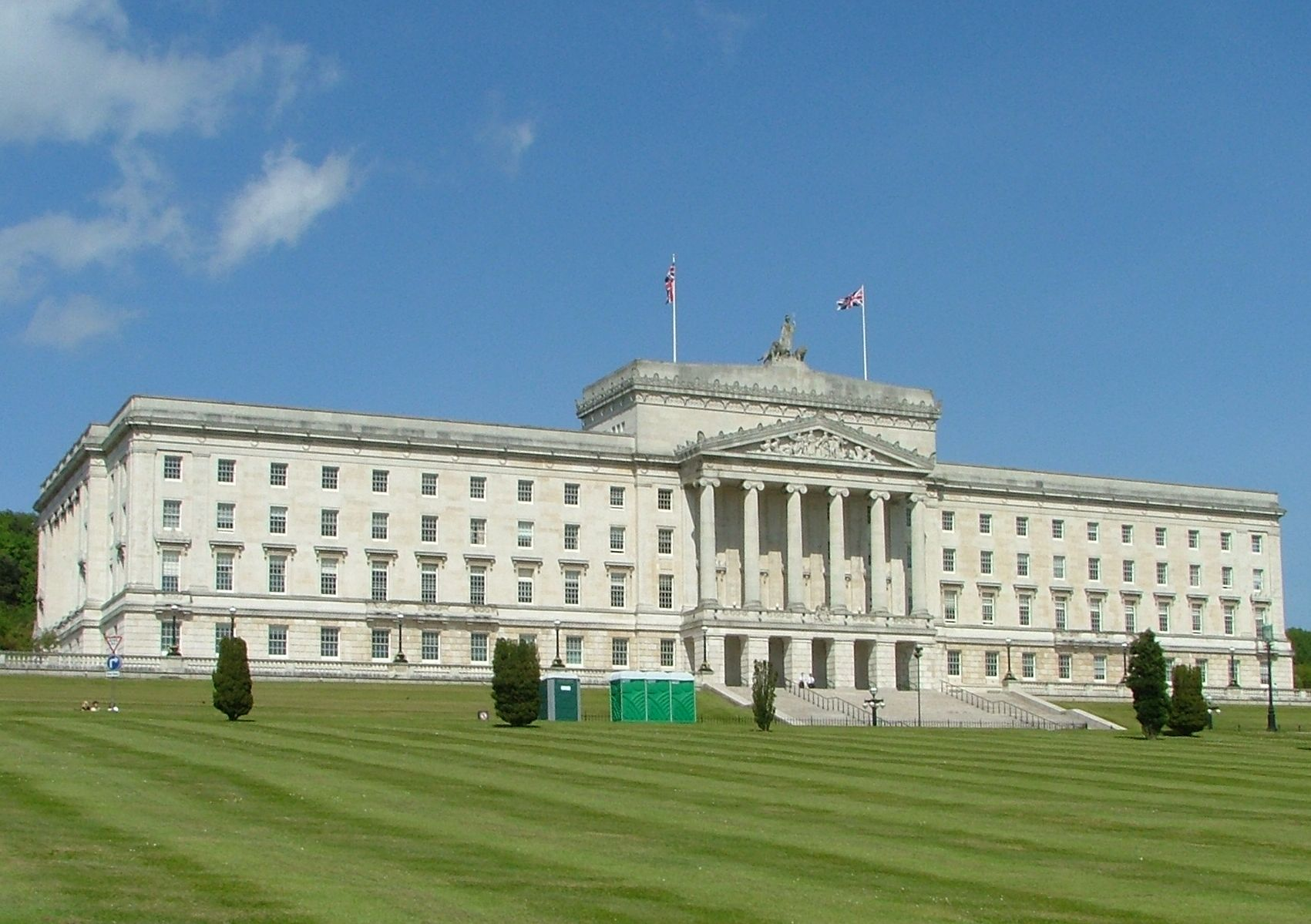
Здание парламента в Стормонте, Белфаст

Ирландский парламент был создан, чтобы представлять англичан в ирландском владении, в то время как коренные или гэльские ирландцы не имели права избирать или быть избранными. Впервые он был созван в 1264 году. Тогда англичане жили только в области вокруг Дублина, известной как Черта.
В 1541 году Генрих VIII объявил о создании Королевства Ирландии и высадился в Ирландии с армией. Гэльским ирландским вождям было дано право заседать в ирландском парламенте наравне с людьми английского происхождения. Введение протестантизма в качестве государственной религии (в то время как большинство населения оставалось католическим) вызвало споры, и в 1613—1615 годах состав избирателей был закреплён так, что большинство в ирландском парламенте принадлежало протестантским поселенцам. После ирландского восстания 1641 года ирландские католики были лишены избирательных прав по кромвелевскому Акту о поселении 1652.
При правлении Якова II католики восстановили часть своих позиций, и во время войны якобитов в Ирландии он согласился с требованиями ирландского парламента об автономии и возвращении земель, но после победы Вильгельма III Оранского эти приобретения были снова отняты согласно карательным законам. Закон Пойнинга подчинил ирландское законодательство парламенту Великобритании, но Акт о конституции 1782 снял эти ограничения, и через десять лет после этого католики снова могли избирать, хотя у них по-прежнему не было права быть избранными в парламент.

### Парламент Королевства Великобритания
После договора об объединении 1707 года парламентами Англии и Шотландии были приняты одинаковые Акты об объединении, которые создали новое Королевство Великобритания. Согласно этим актам, оба парламента унифицировались в Парламент Королевства Великобритании, расположенный на прежнем месте английского парламента в Вестминстерском дворце. Хотя в Шотландии и продолжала действовать своя правовая система, верховенство законодательной власти в стране перешло к новому парламенту.
После того как на престол в 1714 году взошёл Георг I из Ганноверской династии, власть стала постепенно переходить от монарха к парламенту, и к окончанию его правления утвердилось положение министров, которые в свою очередь опирались на поддержку парламента. К концу XVIII века монарх по-прежнему имел значительное влияние на парламент, в котором преобладала английская аристократия. Во многих «гнилых местечках» можно было купить место в парламенте, в то время как крупные города не имели своих представителей. Реформаторы и радикалы стремились к парламентской реформе, но с началом Наполеоновских войн правительство стало более репрессивным, и продвижение к реформе было остановлено.

### Парламент Соединённого Королевства
Соединённое королевство Великобритании и Ирландии было создано в 1801 году слиянием Королевства Великобритании и Королевства Ирландии.
Принцип ответственности министров перед нижней палатой был выработан только в XIX веке. Палата лордов была выше палаты общин как в теории, так и на практике. Члены палаты общин избирались по устаревшей избирательной системе, при которой сильно различались размеры избирательных участков. Так, в Гаттоне семь избирателей выбирали двух членов парламента, так же как в Данвиче, который полностью ушёл под воду из-за эрозии земли. Во многих случаях члены палаты лордов контролировали маленькие избирательные участки, известные как «карманные местечки» и «гнилые местечки», и могли обеспечить избрание своих родственников или сторонников. Многие места в палате общин были собственностью лордов. Также в то время на выборах были широко распространены подкуп и запугивание избирателей.
В 1832 г. удалось, наконец, не только собрать в пользу проекта избирательной реформы большинство в палате общин, но также подавить сопротивление палаты лордов. Избирательная реформа 1832 года устранила самые вопиющие недостатки системы выборов. В Англии 515 «гнилых местечек» совершенно потеряли право посылать депутатов; у 32 населённых пунктов число депутатов было уменьшено. Зато 42 городских округа, в том числе некоторые кварталы Лондона, получили право посылать по два или по одному депутату. Число депутатов графств было увеличено с 94 до 159. Сами основания избирательного права были пересмотрены. Вместо многоразличных квалификаций, существовавших в городах, была введена главным образом одна — занятие (собственником или съёмщиком) дома или лавки, арендная цена которых определялась в 10 фунтов стерлингов в год. В графствах к старинным избирателям (фригольдерам), имеющим не менее 40 шиллингов дохода с собственной земли, были присоединены копигольдеры, наследственные арендаторы, получавшие не менее 10 фунтов дохода, и арендаторы на срок, получавшие не менее 50 фунтов дохода. Последствием реформы английских округов было то, что число избирателей возросло с 400 тыс. до 800 тыс. В Шотландии и Ирландии произведены были аналогичные преобразования, и в связи с ними число шотландских депутатов палаты общин доведено до 53, ирландских — до 105. Общее число членов палаты общин осталось, как и прежде — 658.
В 1867 году избирательное право в городах было распространено на всех владельцев и съёмщиков домов, обязанных платить налог в пользу бедных, и на квартирантов, занимающих помещения без мебели за 10 фн. в год и выше. В графствах ценз копигольдеров и наследственных арендаторов был понижен с 10 фунтов на 5, а ценз арендаторов на срок — с 50 фунтов на 12. Подобные же преобразования были произведены в Шотландии и Ирландии в 1868 году. Было введено избирательное право квартирантов (lodgers), благодаря которому в городах получили доступ к выборам наиболее состоятельные из рабочих. В 1884 году эта форма ценза была распространена и на графства, причём и в применении к ним был сохранён высокий ценз в 10 фунтов. В связи с этой мерой произведены были многие второстепенные изменения и перераспределены, сообразно населению, избирательные округа. В основу перераспределения было положено соображение, что должно приходиться приблизительно по одному депутату на 54000 избирателей. Исключение составляли университеты, также посылающие депутатов в парламент: избирателями в них являлись лица, получившие учёные степени. Общее число членов палаты общин было увеличено с 658 на 670. В 1872 году для выборов в парламент была введена закрытая баллотировка.

### Современная эпоха
Верховенство палаты общин было чётко установлено в начале XX века. В 1909 году палата общин приняла бюджет, получивший в либеральной прессе название «народного», который предусматривал изменения налогообложения, невыгодные для богатых землевладельцев. Палата лордов, состоящая из могущественной земельной аристократии, отклонила этот бюджет. Используя популярность этого бюджета и непопулярность лордов, в 1910 году выборы выиграла Либеральная партия. Используя результаты выборов, либеральный премьер-министр Герберт Генри Асквит предложил парламентский закон, который должен был ограничить полномочия палаты лордов. Когда лорды отказались принять этот закон, Асквит обратился к королю с просьбой создать несколько сотен либеральных пэров, чтобы размыть большинство Консервативной партии в палате лордов. Перед лицом такой угрозы палата лордов приняла законопроект, который существенно ограничивал права верхней палаты. Он позволял лордам только задерживать принятие закона на три сессии (сокращено до двух сессий в 1949 году), после чего он вступал в действие, несмотря на их возражения.
В середине 1918 года парламент принял Закон о народном представительстве, который значительно демократизировал британскую избирательную систему. Теперь право голоса получили все мужчины старше 21 года. Кроме того, впервые в британской истории женщинам (достигшим 30-летнего возраста) было предоставлено право участвовать в выборах. Но для женщин имелись не только возрастные ограничения: для участия в выборах они должны были обладать недвижимостью с доходом не менее 5 ф. ст. в год или состоять в браке с мужчиной, который имел указанный доход. В результате избирательной реформы 1918 года численность избирателей увеличилась почти в три раза.
Ирландское Свободное государство обрело независимость в 1922 году, и в 1927 году Соединённое Королевство было переименовано в Соединённое королевство Великобритании и Северной Ирландии.
В 1928 года принят закон, по которому женщины были уравнены в политических правах с мужчинами, получив возможность участвовать в выборах наравне с мужчинами с 21 года.
В XX веке были проведены дальнейшие реформы: в 1958 году акт о пожизненных пэрах разрешил периодическое создание пожизненных пэров. В 1960-е годы создание наследуемых пэров было прекращено, и с тех пор почти все новые пэры были только пожизненными. Акт о палате лордов 1999 года отменил автоматическое право наследственных пэров на место в высшей палате, за исключением 92 пэров.
До 2005 года в палату лордов входили и так называемые судебные лорды (англ. Lords of Appeal in Ordinary), или лорды-юристы (англ. Law Lords), назначаемые монархом по представлению премьер-министра для осуществления судебных полномочий в связи с тем, что палата лордов играла роль высшей апелляционной инстанции. Актом о конституционной реформе 2005 года, вступившим в силу лишь в 2009 году, учреждён Верховный суд (англ. Supreme Court), состоящий из 12 судей, на который отныне возлагалась эта функция. Первыми судьями были назначены действующие судебные лорды.

## Организация деятельности

### Состав
Парламент Великобритании является бикамеральным, то есть основан на двухпалатной системе, и состоит из палаты общин и палаты лордов. Однако как общенациональный представительный орган парламент являет собой триединое учреждение, включающее в себя не только обе палаты, но и монарха, «Корону-в-Парламенте» (англ. Crown-in-Parliament), поскольку только наличие всех трёх элементов образует в правовом смысле то, что называют британским парламентом. Эта связь обусловлена особенностью принципа разделения властей, которая состоит в том, что в системе государственных органов Великобритании такое разделение и фактически, и формально отсутствует: монарх (в лице Короны) является неотъемлемой частью каждой из ветвей власти. Так, одной из политических прерогатив монарха является его право созывать и распускать парламент. Кроме того, ни один закон не может обрести юридическую силу до тех пор, пока не будет получена королевская санкция, то есть пока он не будет одобрен монархом. Король возглавляет парламент, однако его роль носит в основном церемониальный характер: на практике он традиционно действует согласно рекомендациям премьер-министра и других членов правительства.
Термин «парламент» обычно используется для обозначения обеих палат, но иногда под парламентом подразумевают его основную часть — палату общин. Так, только члены палаты общин именуются «членами парламента». Правительство несёт ответственность только перед палатой общин, и эта ответственность называется «парламентской». Именно палата общин осуществляет то, что называют «парламентским контролем».

### Общая парламентская процедура
Вопросам процедуры в британском парламенте придаётся чрезвычайно большое значение, но в отличие от большинства государств единого писаного документа, в котором были бы зафиксированы правила внутренней организации палат, не существует, — его заменяют постоянные правила (англ. Standing Orders), выработанные многовековой практикой, в том числе сессионные правила, утверждаемые в начале каждой сессии. Эти правила, действуя в обеих палатах и выступая в качестве аналога парламентского регламента в других странах, не образуют единого правового акта, а представляют собой собрание разнообразных норм, принятых каждой палатой раздельно и в разное время. Кроме того, парламентская процедура регулируется различными неписаными правилами — обычаями (англ. custom and practice).

#### Созыв и роспуск парламента
Созыв парламента является прерогативой монарха, реализуемой по предложению премьер-министра в течение 40 дней после окончания парламентских выборов посредством издания королевской прокламации (англ. Royal Proclamation). Парламентские сессии созываются ежегодно, обычно в конце ноября — начале декабря, и продолжаются большую часть года с перерывами на каникулы. Каждая сессия начинается тронной речью монарха (англ. Speech from the Throne), которая по обычаю составляется премьер-министром и содержит программу деятельности правительства на предстоящий год. Во время произнесения тронной речи парламент заседает в полном составе.
После завершения работы парламента проводятся очередные выборы, на которых избираются новые члены палаты общин. Состав палаты лордов с роспуском парламента не изменяется. Каждый парламент, собирающийся после новых выборов, имеет свой порядковый номер, при этом отсчёт ведётся с момента объединения Великобритании и Северной Ирландии в Соединённое королевство, то есть с 1801 года. Действующий парламент является уже пятьдесят пятым по счёту.
Внеочередные выборы проводятся по решению парламента либо в случае потери правительством Великобритании доверия нижней палаты парламента.
В соответствии с Законом 2011 года о фиксированном сроке полномочий парламента срок полномочий парламента — пять лет, и был установлен единственный способ, которым могут быть объявлены досрочные выборы, — это голосование большинством в две трети Палаты общин. В настоящее время дата проведения выборов в Великобритании определяется премьер-министром. Это означает, что премьер-министр может назначить новые парламентские выборы в любой момент в течение пяти лет, но не позднее этого срока. В 2022 году был принят закон, который подтвердил это право (формально являющееся прерогативой монарха), которое было ограничено Законом 2011 года о фиксированном сроке полномочий парламента

#### Парламентские заседания
Порядок проведения парламентских заседаний строго регламентирован. Начинаются они с так называемого «часа вопросов» (англ. Question Time) премьер-министру и членам правительства. Далее парламентарии переходят к рассмотрению наиболее срочных дел, а также правительственных и частных заявлений, и затем — к основной повестке дня, то есть законотворчеству, которое включает дебаты и голосование.
Правительственное заявление (англ. ministerial statement) — устное заявление члена кабинета министров по вопросам внутренней и внешней политики правительства — как текущей (устное заявление), так и планируемой (письменное заявление). По окончании выступления парламентарии могут ответить на заявление или добавить к нему свои комментарии, а также задать министру соответствующие вопросы.
Частное заявление (англ. personal statement) — заявление члена палаты по частному делу, то есть в связи с каким-либо событием или для пояснения своей позиции по какому-либо вопросу, который обсуждался ранее.
Законотворчество представляет собой строго последовательный процесс рассмотрения законопроектов — биллей, сначала в нижней, а затем в верхней палате. Обсуждение законопроекта — парламентские прения, или дебаты, происходят путём внесения предложений. Предложения (англ. motions) — проекты резолюций, в которых формулируется позиция палаты по определённому вопросу. Таким образом, посредством предложений парламентарии ставят на обсуждение какой-либо вопрос, предлагая вынести по нему решение. Правом на внесение предложений наиболее активно пользуется оппозиция, поскольку это даёт возможность широкого обсуждения политики правительства. Предложения от оппозиции вносятся её представителем, от правящей партии — членом правительства. Депутаты могут вносить поправки в предложение: если предложение внесено оппозицией, поправки предлагает правительство, и наоборот. По вопросам, инициированным правительством, сначала выступает министр, затем соответствующий член «теневого правительства». Потом слово предоставляется рядовым депутатам фракции большинства и меньшинства. По предложениям оппозиции, наоборот, первым выступает её представитель, потом член правительства, далее слово получают другие депутаты. Чтобы получить слово, депутат палаты общин должен «перехватить взгляд спикера» (англ. catch the speaker’s eye), то есть привлечь его внимание — встать или приподняться со своего места. Депутаты выступают в прениях только один раз, однако они вправе комментировать выступления других членов палаты — при этом они всегда обращаются к спикеру. Продолжительность выступлений не регламентирована, однако спикер может её ограничить. Члены палаты лордов независимо от фракционной принадлежности имеют право выступить в любое время, причём не один раз, при этом они обращаются не к лорду-спикеру, а к другим членам палаты.
После окончания дебатов происходит голосование. Его процедура весьма специфична. Во-первых, голосование — открытое и устное, а во-вторых, своеобразны его способы. Сначала спикер предлагает высказаться тем, кто «за», затем — тем, кто «против». При этом парламентарии выкрикивают, соответственно, «Да» (англ. «Aye») или «Нет» (англ. «Nay») — в палате общин, а в палате лордов — «Согласен» (англ. «Content») или «Не согласен» (англ. «Not-Content»). Спикер принимает решение в зависимости от распределения голосов. Если голоса разделились примерно поровну или у спикера возникли сомнения, то проводится повторное голосование, во время которого депутаты, в зависимости от занимаемой ими позиции по рассматриваемому вопросу, проходят по коридорам, где их считают специально назначенные члены палаты. Кворум для принятия решений в палате лордов составляет 30, а в палате общин — 40 парламентариев. Само же решение принимается большинством от принявших голосование депутатов.
Заседания палат в большинстве случаев проходят открыто, но спикер вправе распорядиться и о проведении заседания при закрытых дверях. Для проведения заседания палате лордов необходимо соблюсти кворум в 3 человека, в то время как в палате общин он формально отсутствует.
Заседания парламентских комитетов проводятся при кворуме от 5 до 15 членов в зависимости от их численности. По окончании работы над каким-либо вопросом комитет составляет отчёт, который представляется соответствующей палате.

### Срок полномочий
Изначально не существовало ограничений на продолжительность работы парламента, но Трёхгодичный акт 1694 года (англ. Triennial Acts) установил максимальный срок его полномочий в три года. Семигодичный акт 1716 года (англ. Septennial Act 1715) продлил этот срок до семи лет, однако Парламентский акт 1911 года (англ. Parliament Act 1911) сократил его до пяти лет. Во время Второй мировой войны продолжительность работы парламента была временно увеличена до десяти лет, а после её окончания в 1945 году снова определена равной пяти годам.
Раньше смерть монарха автоматически означала роспуск парламента, так как он считался caput, principium, et finis (началом, основой и концом) последнего. Однако было неудобно не иметь парламента в тот период, когда наследование престола могло быть оспорено. Во время правления Вильгельма III и Марии II был принят статут, что парламент должен продолжать работу в течение шести месяцев после смерти суверена, в случае если он не будет распущен раньше. Акт о народном представительстве 1867 года отменил это установление. Сейчас смерть суверена не влияет на продолжительность работы Парламента.

### Привилегии
Каждая палата Парламента сохраняет свои древние привилегии. Палата лордов полагается на наследованные права. В случае с палатой общин спикер в начале работы каждого парламента отправляется в палату лордов и просит представителей суверена подтвердить «несомненные» привилегии и права нижней палаты. Эта церемония восходит ко временам Генриха VIII. Каждая палата охраняет свои привилегии и может наказать их нарушителей. Содержание парламентских привилегий определяется законом и обычаем. Эти привилегии не могут определяться никем, кроме самих палат парламента.
Самая главная привилегия обеих палат — это свобода слова в спорах: ничто из сказанного в парламенте не может быть причиной расследования или судебного дела в любой организации, кроме самого парламента. Другая привилегия — защита от ареста, кроме случаев государственной измены, тяжких уголовных преступлений или нарушения порядка («breach of the peace»). Она имеет силу во время сессии парламента, а также на протяжении сорока дней до и после неё. Члены парламента также имеют привилегию не исполнять обязанности присяжных в суде.
Обе палаты могут наказывать за нарушения своих привилегий. Неуважение к парламенту, например, неподчинение вызову в качестве свидетеля, выпущенному парламентским комитетом, также может быть наказано. Палата лордов может заключить человека в тюрьму на любой конечный срок, палата общин также может заключить человека в тюрьму, но только до окончания сессии парламента. Наказание, наложенное любой из палат, не может быть оспорено в каком-либо суде.
4 декабря 2018 года Правительство Великобритании было впервые в истории наказано за неуважение к парламенту в результате постановления, вынесенного 311 против 293 депутатов, в связи с отказом правительства Т. Мэй предоставить на рассмотрение палаты общин детали консультации по правовым вопросам проекта договора о выходе Великобритании из Европейского Союза.

## Полномочия

### Законодательный процесс

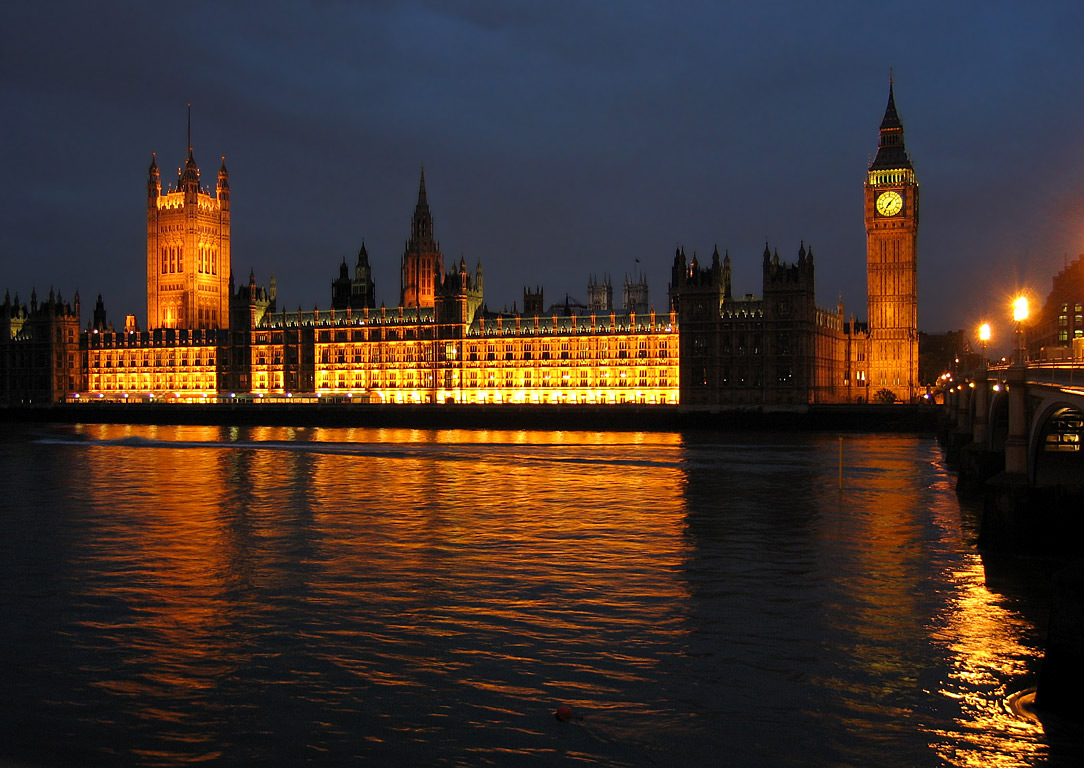
Парламент собирается в Вестминстерском дворце

Парламент Соединённого Королевства ведет законотворческую деятельность через принятие так называемых «актов парламента». Законодательные акты британского парламента действуют на всей территории королевства, включая Шотландию, но так как Шотландия имеет свою законодательную, правовую и судебную систему, многие акты не действуют в Шотландии и либо сопровождаются такими же актами, но действующими только в Шотландии, либо (с 1999 года) законами, принятыми парламентом Шотландии.
Новый закон, в его черновой форме называемый биллем и может быть предложен любым членом верхней или нижней палаты. Обычно билли вносятся на обсуждение королевскими министрами. Билль, внесённый министром, называется «Правительственным биллем» («Government Bill»), а внесённый обычным членом палаты — «Биллем частного члена палаты» («Private Member’s Bill»). Билли также различают по их содержанию. Большая часть биллей, затрагивающая всё общество, называется «Общественными биллями» («Public Bills»). Билли, дающие особые права частному лицу или небольшой группе людей, называются «Частными биллями» («Private Bills»). Частный билль, затрагивающий более широкие слои общества, называется «Гибридным биллем» («Hybrid Bill»).
Билли частных членов палаты составляют только одну восьмую часть от всех биллей, и вероятность принятия у них намного меньше, чем у правительственных биллей, так как время на обсуждение таких законопроектов сильно ограничено. У члена парламента есть три способа внести свой билль частного члена палаты.
- Первый способ — внести его на голосование в список биллей, предлагаемых для обсуждения. Обычно в этот список вносится около четырёхсот законопроектов, затем происходит голосование по этим биллям, и двадцать законопроектов, набравших наибольшее число голосов, получают время для обсуждения.
- Другой способ — «правило десяти минут». Согласно этому правилу, члены парламента получают по десять минут для того, чтобы предложить свой законопроект. Если палата соглашается принять его для обсуждения, он переходит в первое чтение, в противном случае законопроект отсеивается.
- Третий способ — «в порядке правила № 57» — предупредив спикера за один день, формально внести законопроект в список для обсуждения. Такие законопроекты принимаются крайне редко, так как время на их обсуждение не отводится. Как правило они вносятся для формального закрепления позиции депутата.

Большую опасность для законопроектов представляет «парламентское флибустьерство», когда противники законопроекта намеренно тянут время, чтобы добиться истечения отводимого на его обсуждение регламента. Законопроекты членов палаты не имеют шансов быть принятыми, если им противостоит действующее правительство, но они все равно вносятся ради закрепления позиции депутатов. Законопроекты по легализации гомосексуальных отношений или абортов были частными биллями членов палаты. Правительство может иногда использовать билли частных членов палаты, чтобы принять малопопулярные законы, с которыми оно не хотело бы ассоциироваться. Такие законопроекты называются «биллями-подачками».
Каждый законопроект проходит несколько этапов обсуждения. Первое чтение представляет собой чистую формальность. Во втором чтении обсуждаются общие принципы законопроекта. Во втором чтении палата может проголосовать за отклонение законопроекта (отказавшись проголосовать за предложение «That the Bill be now read a second time»), но отклонение правительственных биллей происходит очень редко.
После второго чтения законопроект отправляется в комитет. В палате лордов это комитет всей палаты или большой комитет. Обе они состоят из всех членов палаты, но большой комитет действует по специальной процедуре и используется только для не вызывающих споры законопроектов. В палате общин законопроект обычно передаётся в действующий комитет, состоящий из 16-50 членов палаты, но для важных законов используется комитет всей палаты. Несколько других типов комитетов, таких как избранный комитет, на практике используются редко. Комитет рассматривает законопроект постатейно и докладывает предлагаемые поправки всей палате, где происходит дальнейшее обсуждение деталей. Спикер палаты имеет возможность отбирать поправки, подлежащие голосованию, отсеивая повторяющиеся правки, а также правки, не имеющие шансов на принятие.
После того как палата рассмотрела законопроект, следует третье чтение. В палате общин поправки больше не вносятся, и принятие предложения «That the Bill be now read a third time» означает принятие всего законопроекта. Однако поправки могут быть ещё внесены в палате лордов. После прохождения третьего чтения палата лордов должна проголосовать за предложение «That the Bill do now pass». После прохождения в одной палате законопроект посылается в другую палату. Если он принят обеими палатами в одной и той же редакции, он может быть представлен суверену на утверждение. Если же одна из палат не соглашается с поправками другой палаты, и они не могут разрешить свои разногласия, законопроект проваливается.
Парламентский акт 1911 года ограничил полномочия палаты лордов отклонять законопроекты, принятые палатой общин. Ограничения были усилены Парламентским Актом 1949 года. Согласно этому акту, если палата общин приняла законопроект на двух последовательных сессиях, и оба раза он был отклонён палатой лордов, палата общин может направить законопроект на утверждение суверену, несмотря на отказ палаты лордов принять его. В каждом случае законопроект должен быть принят палатой общин по крайней мере за месяц до окончания сессии. Это постановление не имеет силы по отношению к законопроектам, предложенным палатой лордов, законопроектам, предназначенным чтобы продлить срок работы парламента, и к частным биллям. Особая процедура действует для законопроектов, признанных спикером палаты общин «денежными биллями» (Money Bills). Денежный билль касается только вопросов налогообложения или государственных денег. Если палата лордов не принимает денежный билль в течение одного месяца после принятия его палатой общин, нижняя палата может направить его на утверждение суверену.
Даже до принятия Парламентских актов палата общин обладала большей властью в финансовых вопросах. По древнему обычаю палата лордов не может вносить законопроекты, относящиеся к налогообложению или бюджету, или вносить поправки, касающиеся налогообложения или бюджета. Палата общин может временно предоставить палате лордов привилегию рассмотрения финансовых вопросов для того, чтобы позволить палате лордов принять поправки, касающиеся финансовых вопросов. Палата лордов может отказаться принять законопроекты касающиеся бюджета и налогообложения, хотя этот отказ может быть легко обойдён в случае «денежных биллей».
Последний этап принятия законопроекта — это получение Королевского согласия. Теоретически суверен может дать согласие (то есть принять закон) или не дать его (то есть наложить вето на законопроект). По современным представлениям суверен всегда даёт согласие на введение в действие принятого закона. Последний отказ дать согласие произошёл в 1708 году, когда королева Анна не утвердила законопроект «о создании шотландского ополчения».
Законопроект, прежде чем стать законом, получает согласие всех трёх частей Парламента. Таким образом, все законы устанавливаются сувереном, с согласия палаты лордов и палаты общин. Все парламентские акты начинаются со слов «BE IT ENACTED by the Queen’s [King’s] most Excellent Majesty, by and with the advice and consent of the Lords Spiritual and Temporal, and Commons, in this present Parliament assembled, and by the authority of the same, as follows».

### Судебные функции
Кроме функций законодательных, до 2005 года парламент выполнял и некоторые судебные функции.
Королева-в-Парламенте являлась апелляционным судом последней инстанции по уголовным и гражданским делам, хотя некоторые апелляции рассматривал Судебный комитет Тайного совета (например, апелляции от церковных судов). Судебные полномочия парламента происходят от древнего обычая подавать в палату прошения о исправлении несправедливости и отправлении правосудия. Палата общин прекратила рассмотрения прошений об отмене судебных решений в 1399 году, по сути превратив палату лордов в высший судебный орган страны. Судебные функции палаты лордов исполнялись не всей палатой, а группой из 12 судей — «штатных лордов по апелляциям» (англ. Lords of Appeal in Ordinary), которым было пожаловано пожизненное пэрство согласно Акту об апелляционной юрисдикции 1876 года. Эти лорды, называемые также «лорды-законники» (англ. Law Lords), а коллективно называемые Апелляционный комитет палаты лордов, обычно не голосовали и не высказывались по политическим вопросам.
В конце XIX века было разрешено назначение Scottish Lords of Appeal in Ordinary, что прекратило подачу апелляций по уголовным делам, касающимся Шотландии, в палату лордов, так что Верховный уголовный суд Шотландии стал высшим уголовным судом в Шотландии. Позднее в юридический комитет палаты лордов стали включать по крайней мере двух шотландских судей, чтобы обеспечить опыт в Шотландском законе, необходимый для рассмотрения апелляций из Высшего гражданского суда Шотландии.
Исторически палатой лордов выполняются и некоторые другие судебные функции. До 1948 года это был суд, рассматривавший дела пэров, обвиняемых в государственной измене. Сейчас пэры подсудны обычным судам присяжных. Кроме того, когда палата общин приступает к процедуре импичмента, суд ведётся палатой лордов. Импичмент, однако, сейчас происходит очень редко; последний был в 1806 году.
После реформы 2005 года был образован Верховный суд Великобритании. Члены юридического комитета были назначены судьями Верховного суда, после чего палата лордов прекратила исполнение судебных функций.

### Отношения с правительством
Правительство Великобритании подотчётно парламенту. Однако ни премьер-министр, ни члены правительства не избираются палатой общин. Вместо этого король просит человека, пользующегося максимальной поддержкой палаты (которым обычно является лидер партии, занимающей наибольшее количество мест в палате общин), сформировать правительство. Чтобы они были подотчётны нижней палате, премьер-министр и большая часть членов кабинета министров выбираются из членов палаты общин, а не палаты лордов. Последним премьер-министром из палаты лордов стал в 1963 году Алекс Дуглас-Хьюм. Тем не менее, чтобы выполнить обычай, лорд Хьюм отказался от своего пэрства и был избран в палату общин после того, как стал премьер-министром.
Используя своё изначальное большинство в палате общин, правительство обычно доминирует в законодательной работе парламента, и иногда использует свою патронскую власть чтобы назначить поддерживающих их пэров в палату лордов. На практике правительство может добиться принятия любого законодательства, какого захочет, кроме случаев большого раскола в правящей партии. Но даже в такой ситуации маловероятно, что предлагаемый правительством законопроект не будет принят, хотя несогласные члены парламента могут добиться уступок от правительства. В 1976 году лорд Хэлшем придумал широко используемое сейчас название для такой системы, назвав её в научной статье «выборная диктатура».
Парламент контролирует исполнительную власть, принимая или отклоняя её законопроекты и заставляя министров короны отчитываться за свои действия либо во время «Времени вопросов», либо во время заседаний парламентских комитетов. И в том и в другом случае министрам задают вопросы члены обеих палат, и они обязаны отвечать.
Хотя палата лордов может изучать действия исполнительной власти через «время вопросов» и работу своих комитетов, она не может положить конец работе правительства. Однако правительство всегда должно сохранять поддержку палаты общин. Нижняя палата может высказать своё недоверие правительству, либо отклонив Постановление о доверии, либо приняв Постановление о недоверии. Постановления о доверии обычно вносятся на голосование правительством, чтобы получить поддержку от палаты, в то время как постановление о недоверии вносятся оппозицией. Постановления обычно выражаются словами «That this House has [no] confidence in Her Majesty’s Government», но могут использоваться и другие выражения, особенно указывающие на какую-то конкретную политику, поддерживаемую или не поддерживаемую парламентом. Например, постановление о доверии правительству 1992 года использовало выражение «That this House expresses the support for the economic policy of Her Majesty’s Government». Такое постановление теоретически может быть принято и палатой лордов, но так как правительство не нуждается в поддержке этой палаты, оно не имеет таких же последствий. Единственный современный случай произошёл в 1993 году, когда постановление о недоверии правительству было внесено в палату лордов и затем отклонено.
Многие голосования считаются голосованием о доверии, хотя формально таковыми не являются. Важные законопроекты, которые составляют часть правительственной повестки дня в области законодательства, показывают уровень доверия правительству. Кроме того, то же самое происходит, если палата общин отказывается утвердить бюджет.
В случае выражение правительству недоверия у премьер-министра есть 14 дней на то, что бы восстановить доверие. Также кабинет министров может уйти в отставку, после чего суверен может назначить нового премьер-министра, готового обеспечить своему кабинету поддержку большинства нижней палаты. В случае, если по истечении 14 дней правительство не получило вотум доверия — парламент распускается и назначаются досрочные выборы, по итогам которых формируется новый состав правительства.
На практике палата общин очень слабо контролирует правительство. Так как используется мажоритарная система выборов, правящая партия обычно обладает значительным большинством в палате общин и не нуждается в компромиссе с другими партиями. Современные политические партии Британии жёстко организованы, так что остаётся мало свободы для действий их членов. Нередко членов парламента исключают из их партий за голосование, не соответствующее указаниям их партийных лидеров. В течение двадцатого века палата общин только два раза выражала недоверие правительству — дважды в 1924 году и один раз в 1979 году.